# فيرجيل هاو
فيرجيل هاو (بالإنجليزية: Virgil Howe)‏ هو منتج أسطوانات وطبال وموسيقي ودي جيه بريطاني، ولد في 23 سبتمبر 1975 في لندن في المملكة المتحدة، وتوفي في 11 سبتمبر 2017.

## وصلات خارجية
- فيرجيل هاو على موقع IMDb (الإنجليزية)
- فيرجيل هاو على موقع ميوزك برينز (الإنجليزية)
- فيرجيل هاو على موقع ديسكوغز (الإنجليزية)
- فيرجيل هاو على موقع ديسكوغز (الإنجليزية)
- فيرجيل هاو على موقع قاعدة بيانات الفيلم (الإنجليزية)